# Wolfgang Witte
Wolfgang Witte (* 20. April 1945) ist ein deutscher Mikrobiologe. Er war Leiter des Nationalen Referenzzentrums für Staphylokokken am Bereich Wernigerode des Robert Koch-Institutes und hatte als Nachfolger von Helmut Tschäpe die Leitung dieses Bereiches übernommen.

## Leben
Witte wurde 1972 an der Fakultät für Naturwissenschaften der Martin-Luther-Universität Halle-Wittenberg mit der Dissertation A zum Thema DNS-Reparatur, Mutabilität und Koffein-Wirkung beim Phagen VIr von Proteus mirabilis promoviert.
Von 1973 bis 1990 war Witte Abteilungsleiter am Institut für Experimentelle Epidemiologie in Wernigerode, wobei er sich auf den Bereich der Medizinischen Mikrobiologie spezialisierte. 1978 habilitierte er sich mit der Dissertation B zum Thema Mikrobiologische und genetische Grundlagen der epidemiologischen Überwachung von Staphylococcus aureus an der Universität Greifswald, die Habilitation wurde 1990 anerkannt. 1984 war er als Research Associate am Department of Biology der Washington University in St. Louis, Vereinigte Staaten. Nach der Eingliederung in das Robert-Koch-Institut als „Bereich Wernigerode“ im Jahr 1990 war er Leiter des Fachgebietes für „Nosokomiale Infektionen“, besser bekannt als Krankenhausinfektion, mit dem Nationalen Referenzzentrum für Staphylokokken. Von 1997 bis 2012 war er zudem außerplanmäßiger Professor an der Medizinischen Fakultät der Universität Magdeburg und seit 2006 Leiter des „Bereich Wernigerode“ des Robert Koch-Institutes. Nach seiner Pensionierung 2012 bearbeitete er als RKI-Fellow bis 2017 Fragen der Übertragung von antibiotikaresistenten Bakterien zwischen Tieren und Menschen.
Das Fachgebiet von Wolfgang Witte umfasst vor allem Staphylokokken und Staphylokokken-Erkrankungen, insbesondere Infektionen durch Multi-resistente Stämme von Staphylococcus aureus (MRSA). Darüber hinaus beschäftigt er sich mit der molekularen Epidemiologie bakterieller Infektionserreger und Antibiotikaresistenz bei Bakterien.